# Amaro Antunes
Amaro Manuel Raposo Antunes (Vila Real de Santo António, 27 novembre 1990) è un ex ciclista su strada portoghese attivo tra gli Elite UCI dal 2011 al 2022.

## Palmarès
- 2008 (Juniores)

Campionati portoghesi, Prova a cronometro juniores
Campionati portoghesi, Prova in linea juniores
- 2011 (LA-Antarte, una vittoria)

5ª tappa Toscana-Terra di ciclismo
- 2017 (W52/FC Porto, tre vittorie)

5ª tappa Volta ao Algarve (Loulé > Alto do Malhão)
Classica da Arrábida
2ª tappa Grande Prémio Internacional de Torres Vedras (Sobral de Monte Agraço > Alto de Montejunto)
Classifica generale Grande Prémio Internacional de Torres Vedras
9ª tappa Volta a Portugal (Lousã > Guarda)
Classifica generale Volta a Portugal
- 2018 (CCC Sprandi Polkowice, due vittorie)

3ª tappa Małopolski Wyścig Górski (Chochołowskie Termy > Stary Sącz)
Classifica generale Małopolski Wyścig Górski
- 2020 (W52/FC Porto, due vittorie)

2ª tappa Volta a Portugal (Paredes > Mondim, Alto da Senhora da Graça)
Classifica generale Volta a Portugal
- 2021 (W52/FC Porto)

Classifica generale Volta a Portugal

### Altri successi
- 2016 (LA Alumínios-Antarte)

Classifica scalatori Volta ao Alentejo
- 2017 (W52/FC Porto)

Classifica punti Grande Prémio Internacional de Torres Vedras
Classifica scalatori Grande Prémio Internacional de Torres Vedras
Classifica combinata Grande Prémio Internacional de Torres Vedras
Classifica scalatori Volta a Portugal
- 2018 (CCC Sprandi Polkowice)

3ª tappa, 1ª semitappa Sibiu Cycling Tour (Cisnădie > Sibiu, cronosquadre)

## Piazzamenti

### Grandi Giri
- Giro d'Italia

2019: 54º

### Competizioni europee
- Campionati europei su strada

Offida 2011 - In linea Under-23: ritirato